# Riccardo Battocchio
Riccardo Battocchio (Bassano del Grappa, 14 de agosto de 1962) é um prelado italiano da Igreja Católica, bispo de Vittorio Veneto desde 24 de fevereiro de 2025.

## Biografia
Nascido em 14 de agosto de 1962 em Bassano del Grappa, viveu com a família em Fellette di Romano d'Ezzelino, na província de Vicenza e diocese de Pádua. Ele obteve seu diploma de ensino médio clássico na G.B. Os arremessadores de Bassano.

### Formação e ministério sacerdotal
Depois de entrar no seminário maior de Pádua, foi ordenado sacerdote em 7 de junho de 1987 pelo Arcebispo Filippo Franceschi para a diocese de Pádua.
Ele foi enviado a Roma para continuar seus estudos no Almo Collegio Capranica. Em 1989, obteve a licença em teologia dogmática na Pontifícia Universidade Gregoriana, onde posteriormente obteve o doutorado em 2003, estudando a eclesiologia de Marsílio de Pádua com uma tese intitulada Temi Ecclesiologi in Marsilio da Padova. Uma eclesiologia alternativa?
Desde 1992, ele leciona teologia fundamental e dogmática na seção de Pádua da Faculdade de Teologia do Norte da Itália e, depois, desde 2005, na Faculdade de Teologia do Triveneto e no Instituto Superior de Ciências Religiosas de Pádua. Entre 2013 e 2018 ocupou o cargo de vice-diretor do ciclo de especialização da Faculdade de Teologia do Triveneto, com foco específico na licença em Teologia Pastoral. Em março de 2015 foi nomeado vice-reitor da mesma faculdade e, a partir de maio de 2018, assumiu a direção do ciclo de especialização, incluindo a licença em teologia pastoral e a de teologia espiritual.
Seu compromisso com o ensino também se estendeu a outras instituições teológicas: entre 2020 e 2025, foi professor visitante na Pontifícia Universidade Gregoriana, na Pontifícia Universidade Lateranense e na Faculdade de Teologia da Apúlia.
Paralelamente à sua atividade acadêmica, desempenhou um papel de destaque na gestão da biblioteca do Seminário Episcopal de Pádua, dirigindo as seções antiga e moderna de 2004 a 2013 e, posteriormente, dedicando-se exclusivamente à seção antiga até 2019.
Seu compromisso estendeu-se também ao panorama cultural e institucional. Desde 2018 é membro titular da Academia Galileia de Ciências, Letras e Artes de Pádua, na classe de ciências morais, letras e artes, além de fazer parte do Instituto de História Eclesiástica de Pádua. Desde janeiro de 2022 é membro correspondente da Pontifícia Academia de Teologia.
Publicou numerosos estudos na área da teologia, em forma de monografias, artigos e obras editadas.
Paralelamente à sua atividade acadêmica, de 1992 a 2019 foi cooperador festivo em diversas paróquias da diocese de Pádua, incluindo Terranegra, Romano d'Ezzelino, Laghi di Cittadella, Bojon di Campolongo Maggiore, Camponogara e Campoverardo, Sant'Angelo di Piove di Sacco. Entre 1992 e 1994 atuou como formador no seminário de Pádua, enquanto de 2017 a 2019 colaborou com a equipe do Instituto San Luca para a formação permanente do clero diocesano, realizando também conferências em outros contextos eclesiais.
Ao longo dos anos ocupou cargos importantes a nível nacional e internacional. Desde 2004 é membro da Associação Teológica Italiana, da qual foi eleito presidente em 2019 e reconfirmado em 2023.
Também em 2019, o Papa Francisco o nomeou reitor do Almo Collegio Capranica, em Roma. Nessa qualidade, ele também é cônego honorário da Basílica de Santa Maria Maior e membro do conselho presbiteral e do conselho de prefeitos da diocese de Roma.
Em 25 de novembro de 2022 foi nomeado consultor do Dicastério para o Clero. Entre 2023 e 2024 participou ativamente na XVI assembleia geral ordinária do Sínodo dos Bispos de 2023, exercendo as funções de membro e secretário especial.

### Ministério episcopal
Em 24 de fevereiro de 2025, o Papa Francisco o nomeou bispo de Vittorio Veneto; ele sucedeu Corrado Pizziolo, que havia renunciado ao atingir o limite de idade. Ele recebeu a consagração episcopal em 25 de maio, na catedral de Vittorio Veneto, do Patriarca de Veneza Francesco Moraglia, tendo como co-consagradores o Cardeal Beniamino Stella, prefeito emérito do Dicastério para o Clero, e o bispo de Pádua Claudio Cipolla. Na mesma celebração ele tomará posse da diocese.